# Charles Joseph Fortuné d'Herbouville
Charles Joseph Fortuné d'Herbouville, marquis d'Herbouville, né le 14 avril 1756 à Paris et mort le 1er avril 1829 à Paris, est un militaire et homme politique français. Maréchal de camp sous l'Ancien Régime, préfet du département des Deux-Nèthes en 1799, à la Seconde Restauration, il est nommé  pair de France, et directeur général des Postes.

## Biographie
Charles Joseph Fortuné d'Herbouville est l'héritier d'une longue lignée de la noblesse de Normandie, ininterrompue depuis le XIIIe siècle,.
Né le 14 avril 1756 à Paris puis baptisé le 15 avril 1756 en l'église Saint-Paul, il est mort le 1er avril 1829 à Paris dans son hôtel particulier situé au no 87 de la place du Palais-Bourbon. Il est issu de l'union le 18 avril 1746 de François Fortuné d'Herbouville, mestre de camp de chevau-légers, mort au champ d'honneur en 1759, avec Anne Victoire de Cambis (1726-1756), ancienne abbesse du chapitre noble d’Épinal. Le 15 avril 1788 en l'église Saint-Sulpice de Paris, il épouse Marie Louise Victoire Le Bascle d'Argenteuil (1751-1829). De leur union, naissent deux filles : Caroline-Louise (1789-1863) mariée en février 1810 avec Louis-Marie-Félix-Prosper, marquis de Berton des Balbes, comte de Crillon, colonel du régiment des chasseurs de l'Oise, chevalier de l'ordre de Saint-Louis (1784-1869) et Éléonore Louise (1791-1878) mariée le 31 juillet 1811 avec Albéric César Guy de Choiseul-Praslin (1787-1868),,.
Il est le beau-frère d'Erard-Louis-Guy, comte de Chastenay de Lanty, l'oncle maternel de Victorine de Chastenay (1771-1855) et d'Henri-Louis de Chastenay de Lanty (1772-1834).
Il avait acquis par son mariage la seigneurie de Pouy (Aube). N'y résidant pas, il confie la gestion de sa terre à Louis Hemard, receveur des droits d'enregistrement à Villeneuve-l'Archevêque ; puis vend ces terres en 1805 à monsieur Fortier, de Troyes.
Il possédait le château de Saint-Jean-du-Cardonnay près de Rouen.

## Carrière

### Militaire
Il commence sa carrière militaire en 1771 en entrant surnuméraire dans les gendarmes de la garde. Il est ensuite sous-lieutenant dans le régiment de cavalerie Mestre-de-Camp. Il est ensuite capitaine dans le régiment Royal-Navarre puis nommé par le roi Louis XVI, enseigne des gendarmes de la garde du roi avec le grade de colonel. En avril 1788, il est maréchal de camp. Il terminera en 1814 au grade de lieutenant-général des armées (le grade le plus élevé de la hiérarchie militaire sous l'Ancien Régime), sans avoir jamais fait la guerre,,.

### Politique

#### Visite en Angleterre
Quatre mois avant l’Édit de Versailles par lequel le roi Louis XVI accordera aux protestants des droits qu'ils réclamaient, notamment en instituant le mariage civil en France, Charles Joseph Fortuné d'Herbouville se rend en mission pour y visiter les hôpitaux afin de réformer ceux de France. Il est accompagné de deux académiciens : le chirurgien Jacques Tenon et le physicien Charles-Augustin Coulomb, ce dernier servant d’interprète. Ils mettent à profit leur mission pour s'informer sur d'autres sujets dont l'institution britannique des Écoles du dimanche. Ils rencontrent Robert Raikes à Gloucester, le 5 juillet 1787. En 1787, Nicolas de Condorcet est le secrétaire de l’Académie royale des sciences et a donc connaissance des documents rapportés par Jacques Tenon, il sera l'instigateur des écoles du dimanche dans son discours de 1792.

#### Seine-Maritime
En 1787, il est nommé membre de l'assemblée provinciale de Haute-Normandie à Rouen. Il est élu procureur-syndic pour le clergé et la noblesse, puis nommé président de l'administration du département de la Seine-Inférieure. Il prend la tête de la noblesse libérale défendant la renonciation à certains privilèges fiscaux et proposant la mise en œuvre d'une politique de type physiocratique et libéral. En 1789, il est chef du corps des « volontaires patriotes » qui assure le maintien de l'ordre à Rouen en juillet 1789. S'opposant aux contre-révolutionnaires mais aussi aux débordements populaires, il incarne l'une des figures du compromis de 1789.
Il se conduit à Rouen avec modération ayant soustrait un grand nombre de personnes aux persécutions et à la mort. Il applique toutefois de façon inflexible les lois en matière de conscription et d'impôt, ce qui fait dire à Napoléon « qu'il n'avait pas de meilleur préfet ». Il se met ainsi à dos ses administrés, il est emprisonné après les événements de la journée du 10 août 1792 et persécuté lui-même. Il réussit à s'échapper et se retire dans son château de Saint-Jean-du-Cardonnay près de Rouen, où il s'adonne à l'agriculture en propageant des méthodes nouvelles et en introduisant des cultures alors inconnues,,.

#### Deux-Nèthes
Le 9 novembre 1799, le Premier Consul de la République Bonaparte le nomme préfet du département des Deux-Nèthes, département créé par les Français dans la partie septentrionale du duché de Brabant (aujourd'hui en Belgique), dont le chef-lieu est Anvers. C'est sous son administration que la ville d'Anvers est embellie. Il envisageait de faire d’Anvers le plus grand centre commercial du monde, lié à Marseille par un réseau de canaux et pour cela il fonde le 5 messidor de l'an IX  24 juin 1801) la Société d'émulation des sciences et des arts, dont il est lui-même le premier président ,. Un club de médecins néerlandophones existait à Anvers depuis 1796 ; pour contester le gouvernement français, il publie Lof der rijke en bevallige Moedertael (Éloge de la langue maternelle riche et gracieuse). En 1801, le préfet les contraint à fusionner avec la francophone et francophile Société d'émulation. La même année, il crée à Anvers une commission de santé pour contrôler les apothicaires de la ville.
Compte tenu des succès obtenus par le scientifique et médecin anglais Edward Jenner qui vient de découvrir qu'une personne à qui on a inoculé de la vaccine était immunisée contre la variole, il décide de lancer une campagne de vaccination dans le département pour lutter contre le fléau de cette maladie. Le 21 nivôse an X  11 janvier 1802), il publie un arrêté instituant un comité de vaccine à Anvers. Il décide de faire procéder à la vaccination, mais les religieuses qui tiennent l'hôpital s'y refusent. Charles d'Herbouville n'hésite pas : il fait entourer l'hôpital d'un cordon de troupes, fait ouvrir les portes par un serrurier, emprisonne les religieuses, et fait procéder à la vaccination générale, malgré la résistance opiniâtre des patients. Les médecins de Malines décident d'en faire autant. Le 12 mai 1803, les membres de la commission de santé « engagent les parents à ne pas priver plus longtemps leurs enfants des bienfaits de la vaccine »,,,.
À la fin des guerres de Révolution, le port et les docks d’Anvers sont en ruine. Charles d'Herbouville reconstruit en plus grand, avec l'intention d'en faire un port plus important que ceux d'Amsterdam et Rotterdam. Le premier bateau qui quitte le dock, en 1803, est baptisé « D’Herbouville ».
Il entre en conflit avec les notaires d'Anvers et des Deux-Nèthes, à qui il essaye d'imposer la réglementation française, alors que les notaires des Provinces réunies des Pays-Bas n’ont pas la même fonction que ceux des notaires français.
Le 24 juin 1803, un rapport officiel envoyé au général Bonaparte par le général Lagrange en Belgique indique « Le préfet du département des Deux-Nèthes est généralement estimé et considéré : point de plaintes de son administration ». À la fin de l'année 1803, les habitants du département le choisissent comme candidat au Sénat Conservateur.

#### Rhône

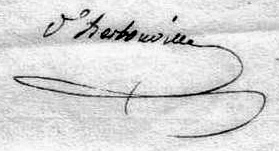
Signature de Charles Joseph Fortuné d'Herbouville.

En 1806, il est nommé préfet du département du Rhône. Une des premières mesures qu'il prend est de « raviver le zèle des médecins vaccinateurs du département » compte tenu de l'épidémie de variole qui touche le département.
Il travaille avec Nicolas Fay, comte de Sathonay, le maire de Lyon pour fonder en 1806 le musée des tableaux et des antiquités et l’École des Beaux Arts,. Ils relançaient l’industrie de la soierie. Après avoir fondé le bâtiment de la condition des soies en juin 1809 et compte tenu de son état de santé, il sollicite sa retraite et l'obtient le 7 août 1810. En 1815, Louis XVIII le nomme président du collège électoral du département du Rhône (juillet), en étant nommé pair de France dès le mois suivant (17 août 1815).

#### Direction des Postes
En septembre 1815, l'éventualité de sa nomination en tant que ministre de l'intérieur dans le nouveau gouvernement mené par le duc de Richelieu est un temps envisagé. C'est finalement le comte de Vaublanc qui est nommé à sa place.
En contrepartie, en octobre 1815, il est nommé directeur général des Postes, poste dont il est démis en novembre 1816 tant sa direction n'était pas satisfaisante.
Fin 1821, son nom circule à nouveau au poste de ministre de l’Intérieur par la droite.  C'est finalement le comte de Corbière qui est choisi.

## Publications

### Publications politiques
En 1815, il rédige le projet d'ordonnance définissant les statuts d'une nouvelle « École nationale d'administration » destinée à former les fonctionnaires.
En 1817, redoutant le développement de doctrines anti-sociales, il rédige Le Conservateur avec notamment François-René de Chateaubriand et Louis de Bonald, ouvrage décrit comme le « monument des principes monarchiques ». Ses écrits lui « assignent un rang distingué comme publiciste ». Il est nommé membre de la commission de révision des lois et membre de la commission de liquidation de l'indemnité,. En octobre 1819, le duc d'Angoulême Louis de France (1775-1844), fils aîné du comte d'Artois Charles X de France, fait publier Esprit, un extrait des ouvrages politiques écrits en commun par Charles Joseph Fortuné d'Herbouville, François-René de Chateaubriand, Louis de Bonald, Félicité Robert de Lamennais, Joseph Fiévée.

### Autres publications
Charles Joseph Fortuné d'Herbouville est l'auteur de nombreux ouvrages très divers dont :
- L'émigré en 1794 ou Une scène de la Terreur, drame en cinq actes et en prose, 1820, [lire en ligne]
- Statistiques du Département des Deux-Nèthes, publiée par ordre du ministère de l'Intérieur, Paris, an X, 1802, [lire en ligne]
- Catalogue des plantes indigènes et naturalisées dans le département des Deux-Nèthes, 1802, [lire en ligne]
  - Discours à l'occasion de la mort de M. de Fontanes, prononcé à la Société des bonnes-lettres le 20 mars 1821[32]

## Distinctions et décorations
- Chevalier de l'ordre royal et militaire de Saint-Louis
- Grand officier de la Légion d'honneur

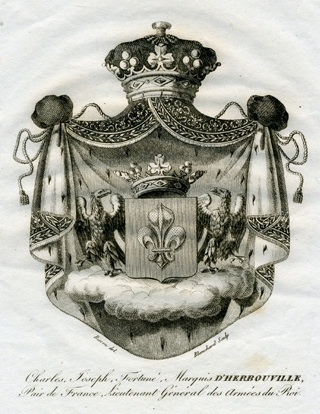
Les armes de Charles Joseph Fortuné, marquis d'Herbouville : De gueules à la fleur de lys d'or. Couronne de Marquis. Support : deux aigles.

Il est nommé baron de l'Empire lorsque Napoléon crée ce titre. Lorsqu'il prend sa retraite, il est créé comte de l'Empire le 7 août 1810. Il est l'un des premiers à arborer la cocarde blanche le 31 mars 1814, le roi le crée alors chevalier de l'ordre militaire de Saint-Louis et lieutenant-général des armées.
Le 17 août 1815, il est créé pair de France avec le titre de marquis,.
Il est nommé commandant de l'ordre national de la Légion d'honneur, le 26 prairial an XII (14 juin 1804) et promu grand-officier le 19 août 1823,.

## Hommages
La ville de Rouen lui a rendu hommage en donnant son nom à une rue et à la résidence universitaire, la ville de Lyon avec le cours d'Herbouville et la ville d'Anvers avec le D'Herbouvillekaai.
Le Musée des beaux-arts de Rouen a fait l'acquisition du tableau d'Anicet Charles Gabriel Lemonnier peint en 1804-1806 et représentant « La Comtesse d'Herbouville entourée de ses enfants ». Le musée conserve également un portrait de Charles Joseph Fortuné d'Herbouville.
En Seine-Maritime, les trois communes de Bourg-Dun, Saint-Jean-du-Cardonnay et Thiouville ont inclus le lys d’or sur « champ de gueules » (c’est-à-dire sur fond rouge) des Herbouville dans leur blason.